# Église de l'Intercession-de-la-Vierge de Fili
L’église de l’Intercession-de-la-Vierge (en russe : церковь Покрова в Филях) est une église située à Fili, dans la banlieue ouest de Moscou.

## Description
Construite entre 1689 et 1694 par le boyard Lev Narychkine, un oncle de Pierre le Grand, elle est un parfait exemple du baroque Narychkine. On pense que c’était une église votive qui commémore l’assassinat des deux frères de son fondateur lors de la Révolte de Moscou de 1682.
Le style dérive des églises en bois de l'Ukraine. L'édifice est surélevé sur une haute terrasse à laquelle mènent trois escaliers monumentaux. Le plan est cruciforme avec extrémités arrondies. Plusieurs prismes octogonaux vont en s'amenuisant jusqu'au sommet.
Les fenêtres sont surmontées de frontons en formes de crêtes de coq. Sa puissante harmonie évoque les tours étagées de Chine, d'Inde et de Chaldée. Louis Réau la cite parmi une dizaine d'autres exemples d'édifices « baroques moscovites » .      
Il faut également la classer comme église ijé sous les cloches du fait de la disposition des emplacements pour les cloches.
Elle se compose de deux petites églises superposées. L’église a une iconostase maniériste, certaines icônes probablement peintes par Karp Zolotariov et Kirill Oulanov. Les bolcheviks en ont pillé l’intérieur et défiguré l’extérieur dans les années 1930. Le bâtiment a ensuite été restauré et repeint en rouge (bien que la couleur d’origine fût bleue).

## Voir également
- L’église de l’Intercession-de-la-Vierge sur Commons